# Agave minor
Agave minor är en sparrisväxtart som beskrevs av George Richardson Proctor. Agave minor ingår i släktet Agave och familjen sparrisväxter. Inga underarter finns listade i Catalogue of Life.